# Oude Beestenmarkt (Gent)
De Oude Beestenmarkt is een historisch plein in het stadscentrum van de Belgische stad Gent, aan de Nederschelde. Het staat bekend als ontmoetingsplek met wekelijkse evenementen en een bruisend nachtleven. Het plein is vernoemd naar de eeuwenlange functie als veemarkt en kende door de eeuwen heen verschillende functies. 

## Geschiedenis

### Oorsprong
Het plein kende zijn eerste naam als “Den Witten Aert” of “Den Wetterschen Aert”, een verwijzing naar een nabije herberg. Deze herberg was een ontmoetingsplaats voor handelaars en reizigers en een onderkomen voor soldaten in het begin van de 18e eeuw. In 1705 werd de herberg vermeld als logement voor militairen.
In 1629 werd het plein officieel ingericht als veemarkt om ossen en koeien te verhandelen. Voor de opkomst van beenhouwerijen en slachthuizen werden de dieren door de stad geleid en geslacht bij de woning van de koper, die op zijn beurt het vlees verkocht in vleeshuizen.
Tijdens de 18e eeuw kende de veemarkt een bloei, mede door de groei van de stad en de toenemende behoefte aan vlees in de stedelijke economie. Er ontwikkelde zich een complete infrastructuur rond de markt, met cafés, herbergen, kramen, handelaars en slagers.

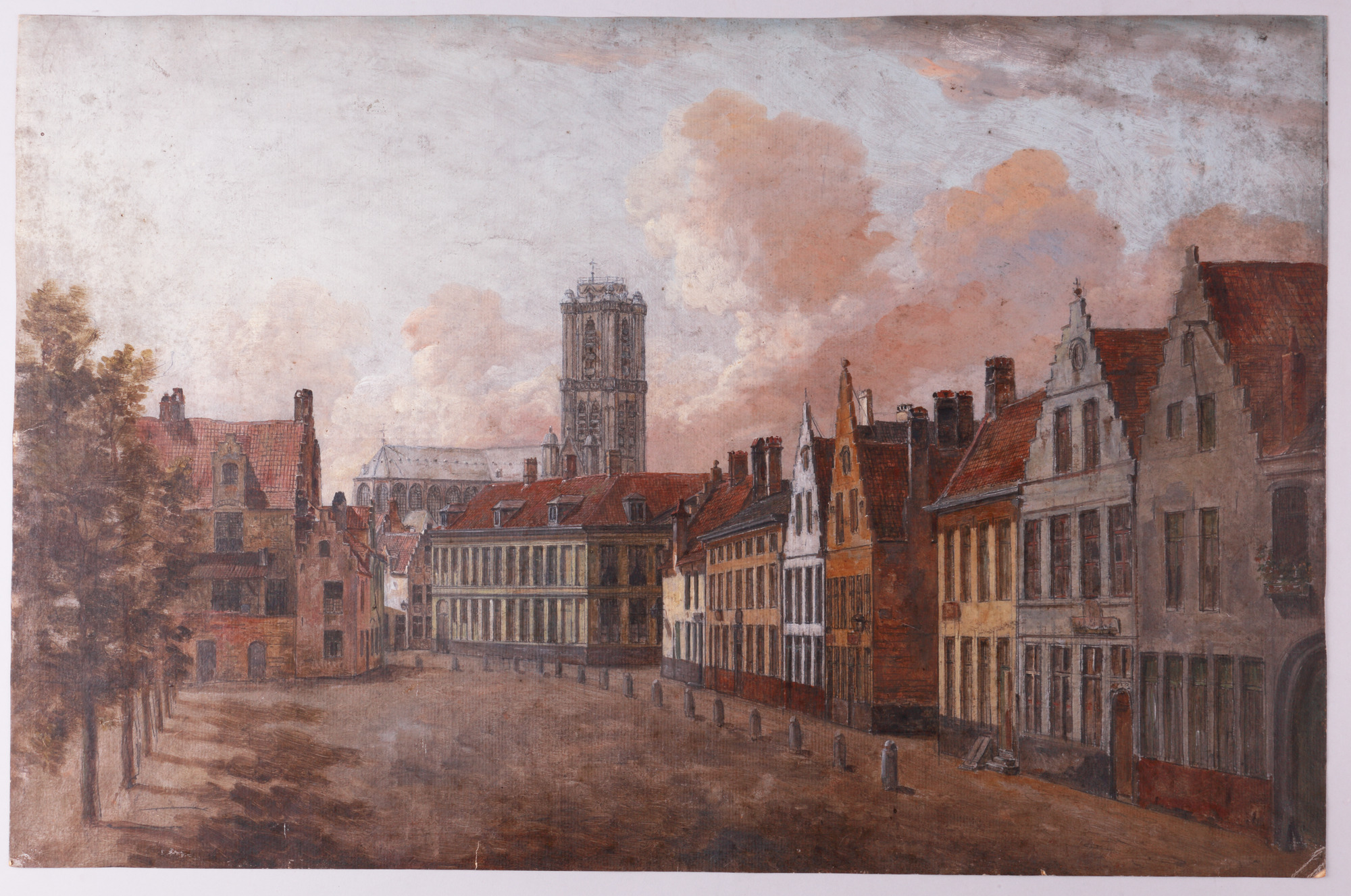
Schilderij van de Oude Beestenmarkt in de 19e eeuw.

In de loop van de 19e eeuw werd de veemarkt drukker en groeiden de zorgen over hygiëne en dierenwelzijn. In 1858 besloot het stadsbestuur om de veemarkt te verplaatsen naar een meer afgelegen terrein aan het slachthuis buiten het centrum: de Nieuwe Beestenmarkt, nabij het nieuwe slachthuis (nu het Coyendanspark). Het plein kreeg zo de noemer 'Oude' Beestenmarkt.

### 20e en 21e eeuw
Na de verhuis van de veemarkt verloederde het plein. Het werd gebruikt als opslagplaats, parkeerplaats voor koetsen en auto's, en rondreizende markten. In de jaren 1970 herleefde het plein. Het werd gebruikt voor de Gentse Feesten, en cafés, muziekcafés en kleine galerijen vestigden zich in leegstaande panden. In 2013 werd het plein heraangelegd. De heraanleg maakte deel uit van de "heropening van de Nederschelde", om de Leie en de Schelde opnieuw te verbinden door middel van een sluis. Het plein werd ingericht als autoluwe zone, zonder parkeerplaatsen, met focus op de publieke ruimte. 

## Culturele betekenis

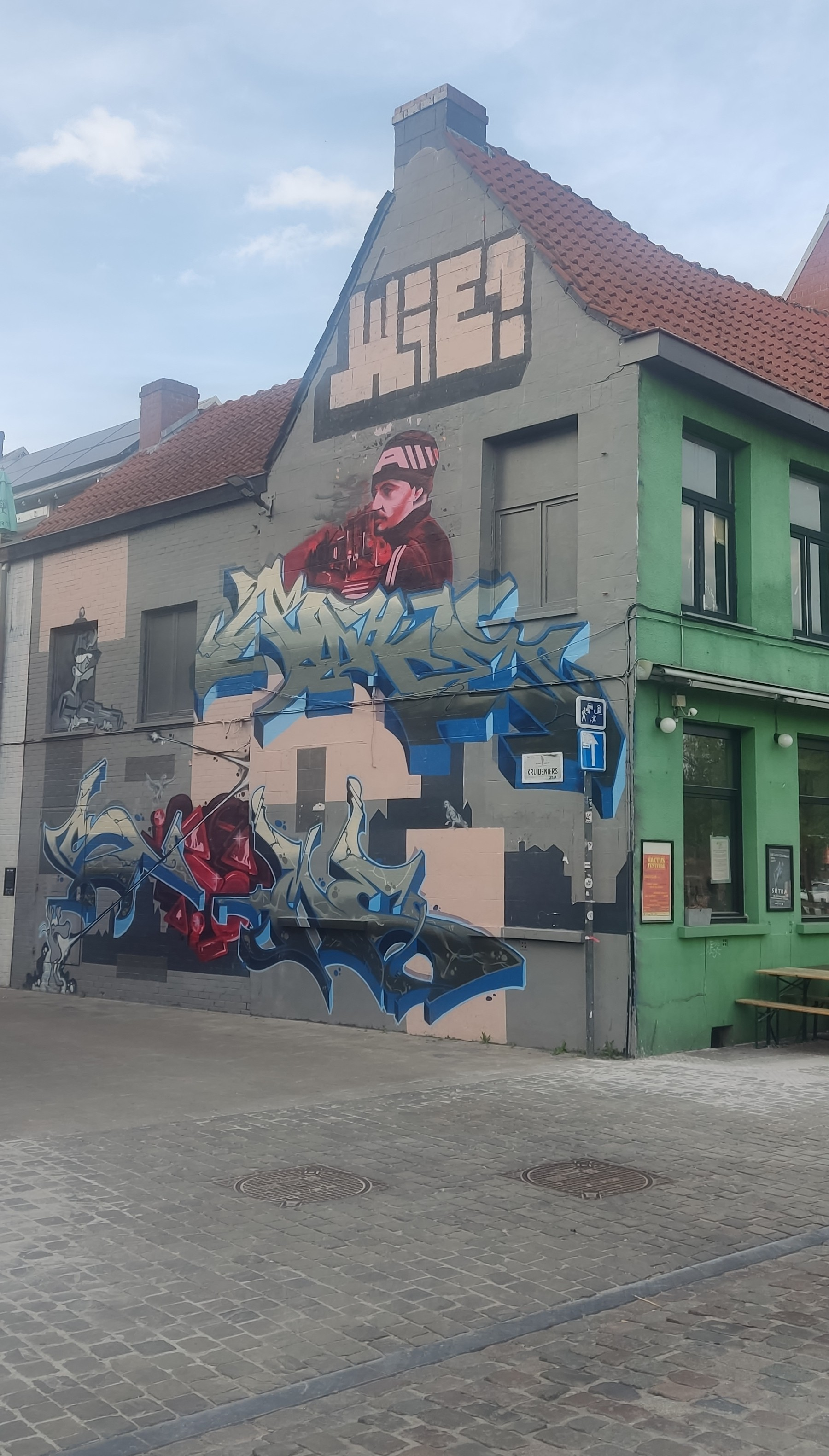
De muur met maandelijks wisselende streetart, op de muur van Bar Broos (vroeger Café Video).

Doorheen de jaren is het plein een knooppunt voor culturele gebeurtenissen geweest. Café Video (nu Bar Broos) maakte vanaf zijn debuut in 2000 van het plein een trekpleister voor dansliefhebbers, waarna Boomtown (deel van de Gentse Feesten) zijn jaarlijkse vaste stek maakte. Sindsdien is de Oude Beestenmarkt uitgegroeid tot een levendig plein met een gevarieerd aanbod aan kunst, publieke evenementen en uitgaansgelegenheden. De zijmuur van Bar Broos is gereserveerd voor straatkunst en biedt jonge kunstenaars maandelijks een canvas voor muurschilderingen.
Er worden wekelijks markten georganiseerd; elke zondag is er een huisdierenmarkt met kippen, konijnen, duiven, kanaries en andere kleine huisdieren. Het Huis van Alijn heeft in zijn collectie beeldmateriaal van dierenmarkten doorheen de jaren. Sinds 1996 is de handel op honden en katten er verboden. Tevens is er elke zondag een tweedehandsfietsenmarkt.

### Cafés en clubs
De buurt staat bekend om haar levendige cafés en nachtclubs die een breed publiek aantrekken, van studenten tot toeristen en Gentenaars. De gezellige sfeer, gecombineerd met een mix van alternatieve en trendy uitgaansgelegenheden, maakt het plein tot een veel bezochte locatie in het Gentse nachtleven.
Zaken rond de Oude Beestenmarkt:
- Club 69 – Een nachtclub die bekendstaat om zijn intieme sfeer, elektronische muziek en inclusieve publiek. De club kent ook buiten Gent bekendheid en trekt regelmatig internationale dj's aan.
- Club IIII – Een dansclub met een focus op house en techno.
- Café Gomez – Een studentencafé dat bekendstaat om zijn losse sfeer en lange openingsuren. Het is een vaste waarde bij studenten.
- Bar Bidon – Een koffie-bar met een wielerthema, waar men ook terechtkan voor artisanale bieren, cocktails en kleine hapjes.
- Bar Broos – Vroeger Café Video, een bar die zich onderscheidt door haar eclectisch interieur en gevarieerde muziekselectie. Regelmatig zijn er optredens en dj-sets, wat bijdraagt tot de levendigheid van het plein.

## Architectuur en inrichting
Architecturaal blijft er weinig over van de originele veemarkt en de oude huizen zijn doorheen de tijd verschillende keren gesloopt.
In 1963 kwam op het plein een fontein, "De Eendejacht", versierd met jachthonden als verwijzing naar de geschiedenis als dierenmarkt. Deze fontein verhuisde naar de Kalandeberg in 1993. Het plein grenst aan de Reep waar aan de overkant restanten van het oude RTT-gebouw staan. Dit is een groot betonnen gebouw dat in de volksmond "het lelijkste gebouw van Gent" werd genoemd en nu gerenoveerd wordt tot kantoren en appartementen.
De heraanleg van het plein maakte het autoluw, rolstoeltoegankelijk, met een publiek toilet. Hierdoor heeft het plein vandaag eerder een open, modern karakter, waarin horeca en publieke ruimte centraal staan. Aan de sluis ligt een verlaagde toegang tot de waterweg, waar kleine vaartuigen zoals kano's en kajaks te water gelaten kunnen worden

## Galerij

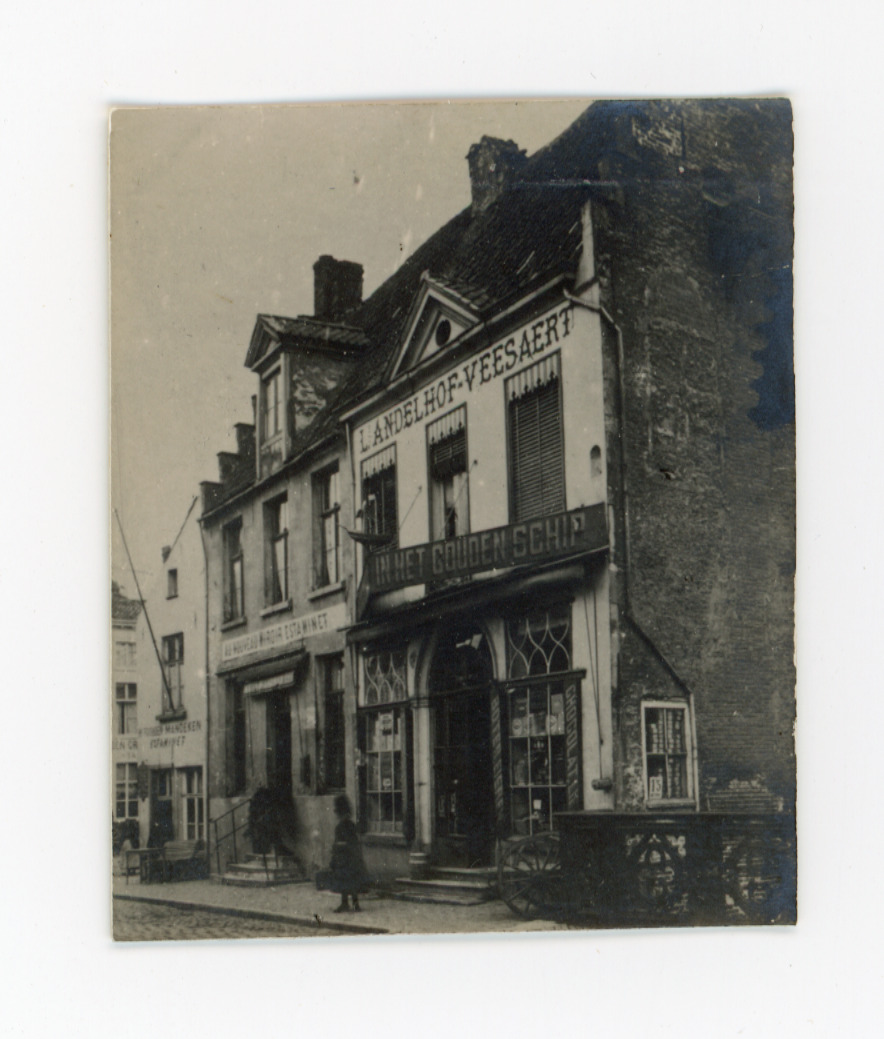
Enkele oude panden in de 19e eeuw, daarna gesloopt.
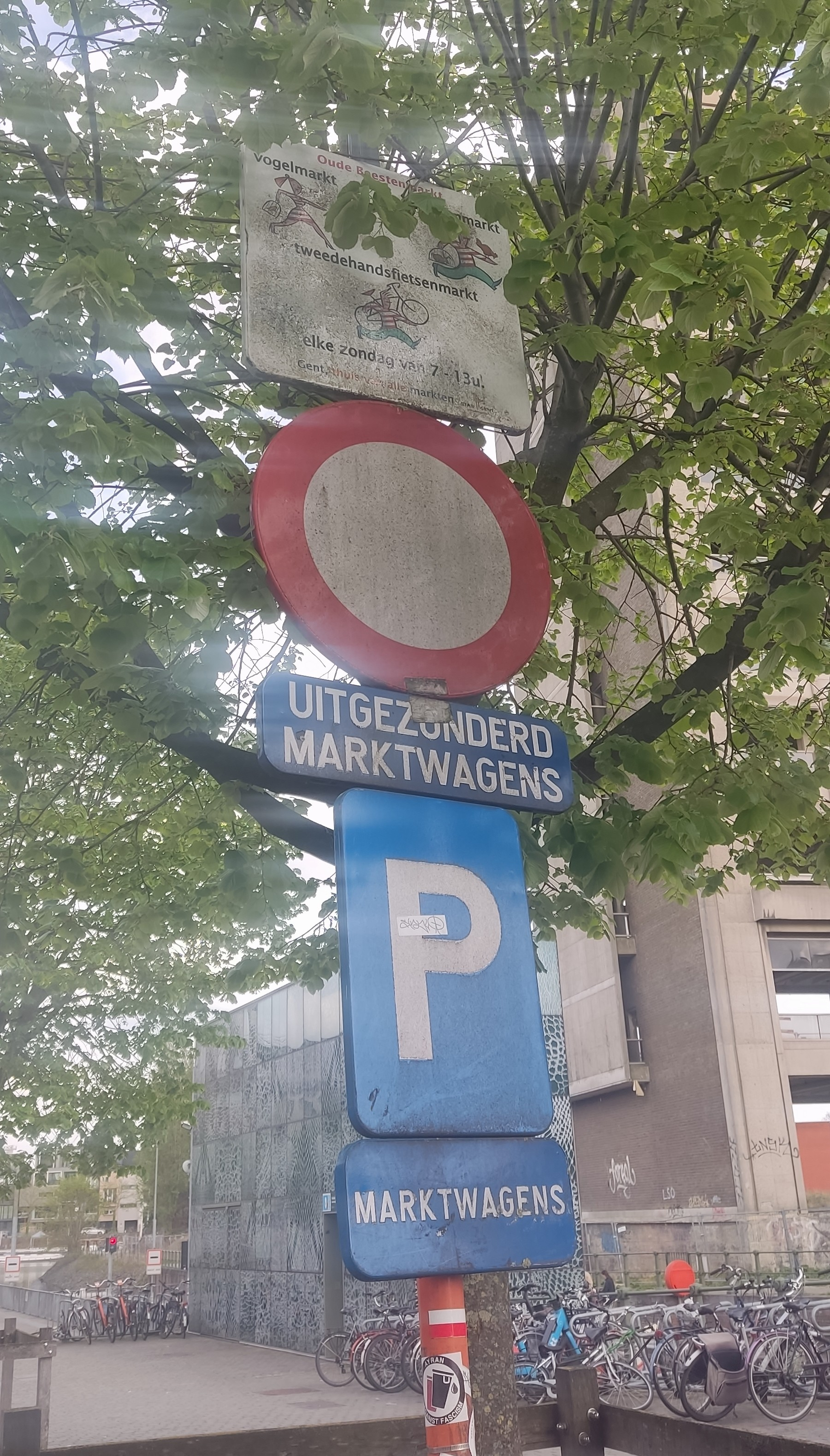
Verkeersbord die duidt op de rol als marktplaats, overgroeid door een boom.
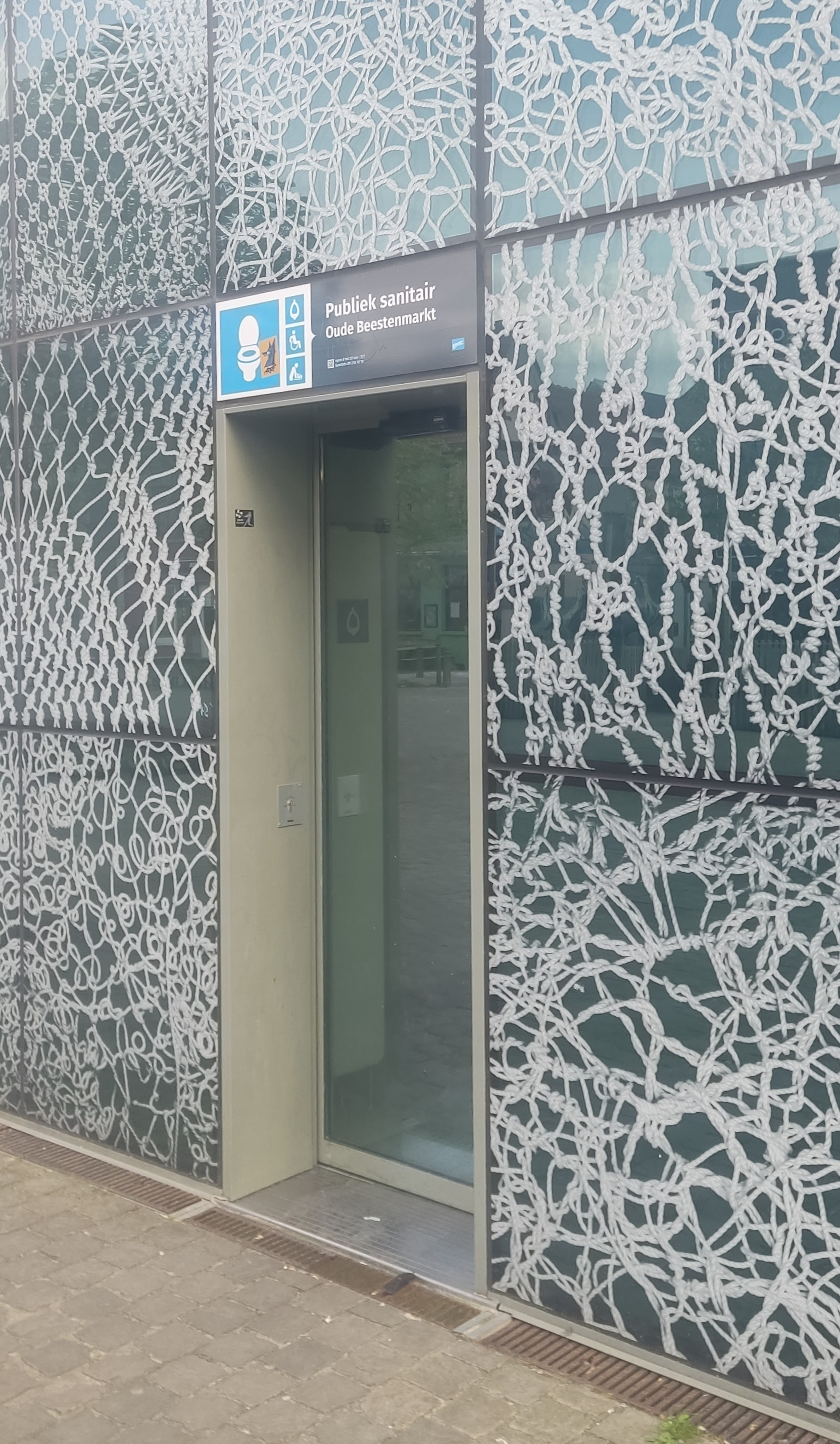
Publiek toilet ingebouwd in de nieuwe sluis aan de Oude Beestenmarkt.
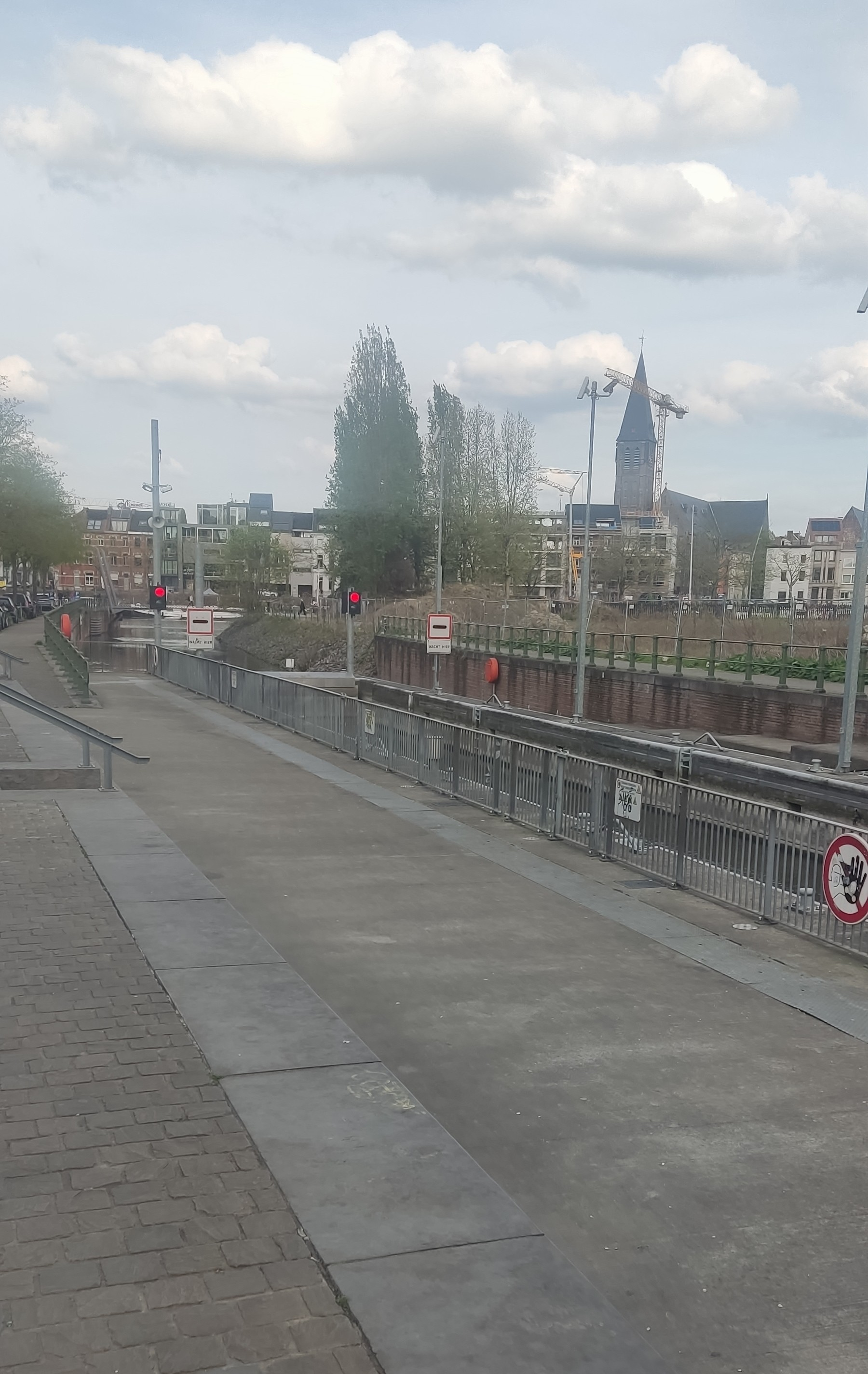
Plaats om kleine vaartuigen (bootjes of kayaks) op het water te laten.
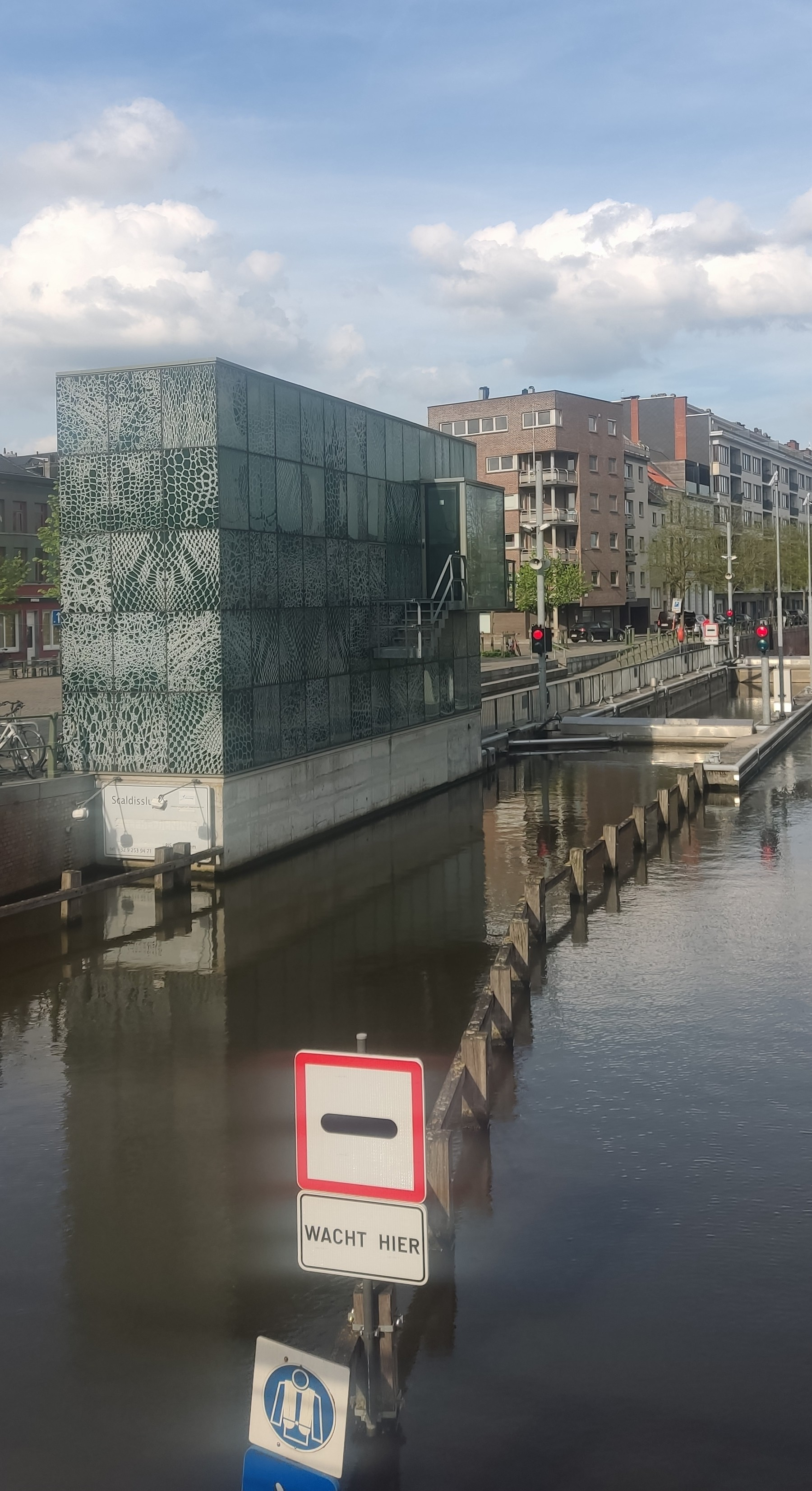
Deze sluis is nodig vanwege het verschil in waterhoogte tussen de Leie en de Schelde.
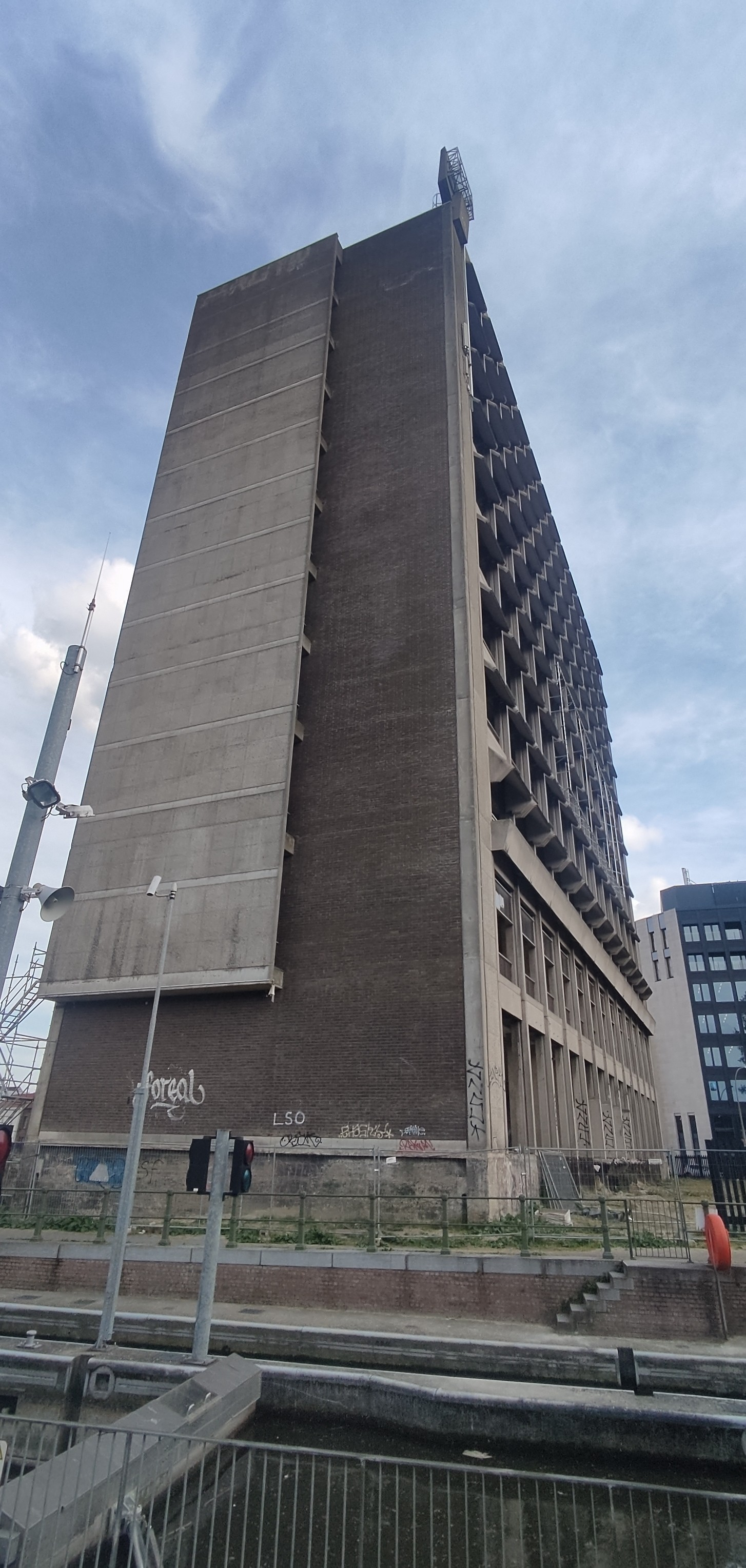
In de volksmond "het lelijkste gebouw van Gent".